# Giải quần vợt Canada Mở rộng
Giải quần vợt Canada Mở rộng (Canada Masters, được biết đến với tên tài trợ là Rogers Cup) là một giải quần vợt được tổ chức ở Canada. Đây là giải đấu lâu đời thứ ba trong quần vợt (chỉ đứng sau Wimbledon và Giải quần vợt Mỹ Mở rộng), giải nam của Canada Mở rộng là một sự kiện Masters 1000 của Hiệp hội quần vợt nhà nghề (ATP). Giải nữ là một sự kiện Premier 5 tournament của Hiệp hội quần vợt nữ (WTA). Giải được chơi trên mặt sân cứng.
Giải được tổ chức luôn phiên hằng năm giữa 2 thành phố Montréal và Toronto. Kể từ năm 2021 thì vào các năm chẵn giải nam diễn ra ở Montréal, giải nữ diễn ra ở Toronto, và ngược lại với các năm lẻ. Trước năm 2011, hai sự kiện diễn ra khác tuần vào Tháng 7-Tháng 8, bây giờ cả hai đều diễn ra cùng một tuần vào Tháng 8. Giải ở Toronto diễn ra tại Aviva Centre và giải ở Montréal diễn ra tại Sân vận động IGA.
Hiện tại, tính đến năm 2018, nhà vô địch đơn nam đang là Rafael Nadal và nhà vô địch đơn nữ là Simona Halep.

## Lịch sử

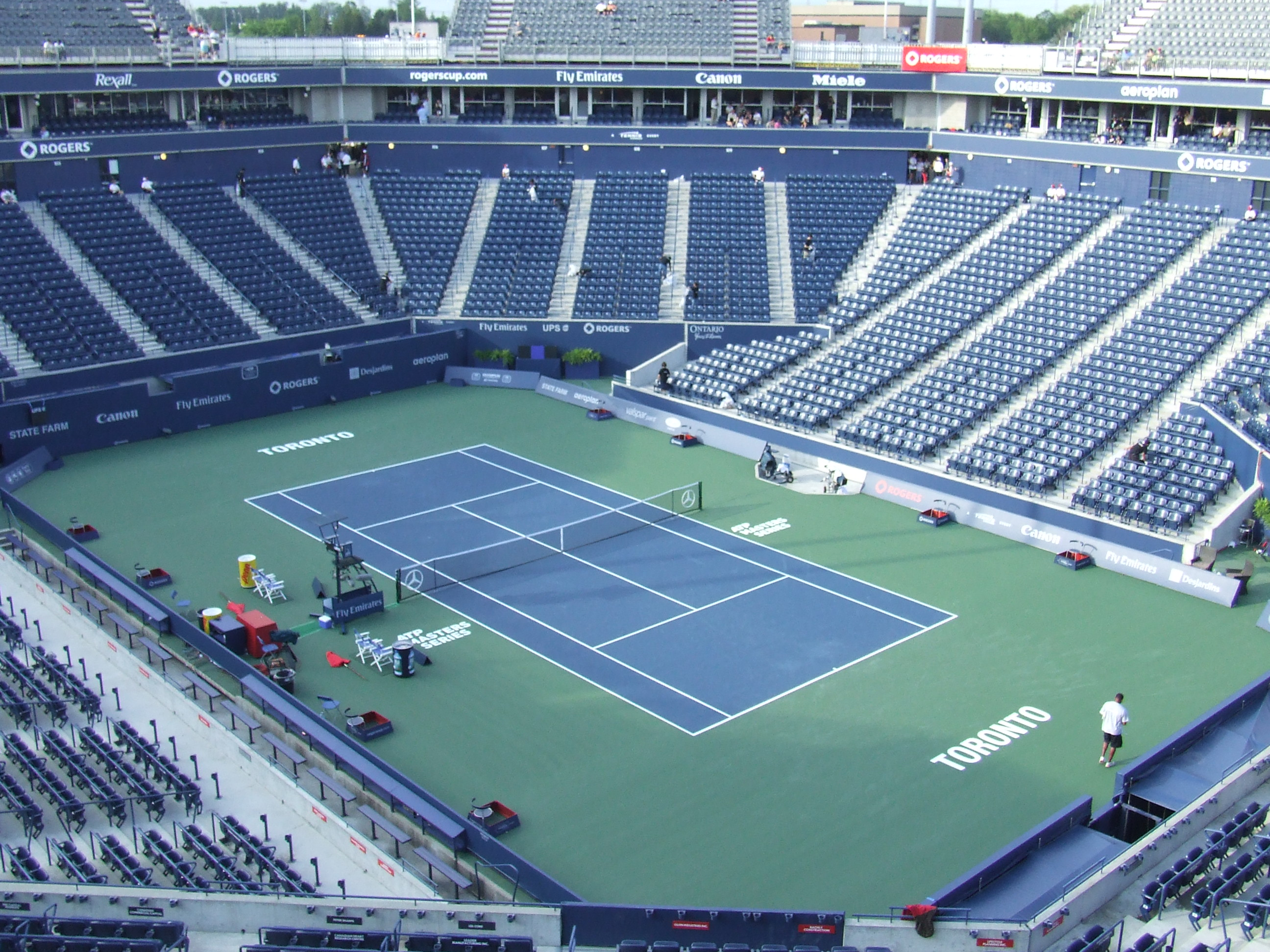
Aviva Centre, địa điểm tổ chức ở Toronto.

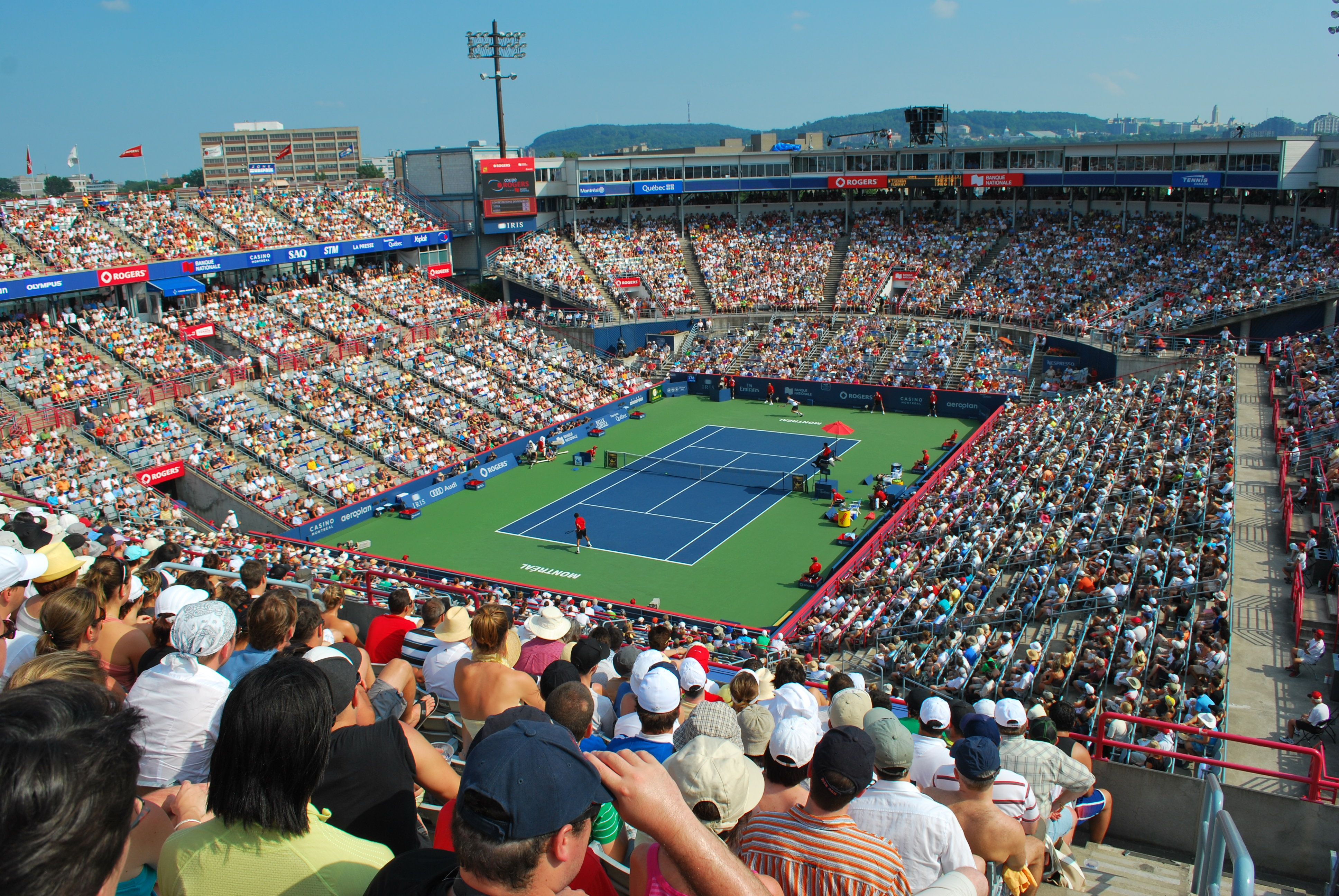
Sân vận động IGA, địa điểm tổ chức ở Montréal.

Giải đấu nam lần đầu diễn ra vào năm 1881, và được tổ chức ở Toronto Lawn Tennis Club, trước khi giải đấu nữ lần đầu diễn ra vào năm 1892. Trong tất cả các giải đấu quần vợt ngày nay, chỉ có Wimbledon và Giải quần vợt Mỹ Mở rộng là giải đấu lâu nhất.
Từ năm 1968 giải được biết đến với Canadian National Championships. Giữa năm 1970 và năm 1989, giải là một phần của Grand Prix Tennis Tour của Grand Prix Super Series. Giải đấu được tài trợ vào một số năm bởi các hãng thuốc lá. Vào thập niên 1970, Rothmans International là nhà tài trợ, tiếp theo đó là Player's Limited vào thập niên 1980, và sau đó là Du Maurier từ năm 1997 đến năm 2000. Tuy nhiên, luật pháp liên bang đã có hiệu lực cấm quảng cáo thuốc lá. Rogers Communications, một công ty truyền thông và truyền thông của Canada, đã tiếp quản với tư cách là nhà tài trợ chính mới.
Giải đấu được chơi trên mặt sân đất nện đến năm 1979 khi nó được thay thế bằng sân cứng. Cả hai sự kiện nam và nữ đều chơi như là một giải đấu đơn tại Trung tâm Quần vợt Quốc gia ở Toronto đến năm 1981, khi giải đấu nam lần đầu tiên được diễn ra tại Sân vận động Jarry Park ở Montréal. Tương tự, vào năm 1982 là năm đầu tiên mà giải đấu nữ diễn ra ở Montréal.

### Gần đây
Năm 1989, hai nam vận động viên quần vợt người Canada, Grant Connell và Andrew Sznajder, đã vào vòng tứ kết của giải đấu. Họ đã bị loại bởi Ivan Lendl và Andre Agassi cùng ở vòng đó. Lendl đánh bại Agassi ở vòng bán kết và John McEnroe ở vòng chung kết. Lendl trở thành tay vợt thành công nhất giải đấu, vào chung kết 9 lần và vô địch các năm 1980, 1981, 1983, 1987, 1988, and 1989.
Năm 1995, Andre Agassi và Pete Sampras gặp nhau trong trận chung kết, ba trong số bốn lần hai tay vợt nam gặp nhau trong năm nay, sau Giải quần vợt Úc Mở rộng và Indian Wells Masters. Agassi đã vô địch giải đấu để giúp anh lên ngôi số 1 thế giới, và sau đó anh đã thất bại trước Sampras tại Giải quần vợt Mỹ Mở rộng.
Năm 2004, giải đấu trở thành một phần của US Open Series, một phần trong quá trình chuẩn bị cho giải Grand Slam Mỹ Mở rộng. Do đó, các tay vợt hàng đầu thế giới như Venus và Serena Williams, và Maria Sharapova thường rút khỏi giải đấu để chuẩn bị cho Giải quần vợt Mỹ Mở rộng. Năm 2009, Giám đốc điều hành Hiệp hội quần vợt nữ (WTA) Stacey Allaster đã thực thi các quy tắc phân loại sự kiện của nữ là Premier 5 và các quy tắc của WTA yêu cầu các tay vợt nằm trong top 10 trong năm 2008 phải tham dự ít nhất là bốn giải đấu Premier 5 trong mùa giải 2009, hoặc phải đối mặt với các hình phạt như tiền phạt hoặc điểm trên bảng xếp hạng. Do đó, 19 trong số 20 các tay vợt nữ hàng đầu đã tham dự vào vòng đấu chính của Rogers Cup 2009. ATP cũng ủy nhiệm cho giải đấu nam, là một sự kiện của ATP World Tour Masters 1000.
Bắt đầu từ năm 2011, giải đấu nam và giải đấu nữ Rogers Cup được diễn ra cùng tuần, rút lui với các giải đấu sau đó là quá gần với Mỹ Mở rộng. Các vòng tương ứng của mỗi trận đấu nam và nữ đều được tổ chức trong cùng một ngày, mặc dù cách nhau vài giờ để tránh các mâu thuẫn phát sóng trực tiếp.

## Tên giải đấu
| Năm          | Tên sự kiện nam                                                                                                 | Tên sự kiện nữ         |
| ------------ | --- | ---------------------- |
| 1881–1967    | Canadian Championships                                                                                          | Canadian Championships |
| 1968–1996    | Canadian Open (vào thập niên 1970 là Rothmans Canadian Open, và trong thập niên 1980 là Player's International) | Canadian Open          |
| 1997–2000    | du Maurier Open                                                                                                 | du Maurier Open        |
| 2001–2004    | Canada Masters                                                                                                  | Rogers AT&T Cup        |
| 2005–present | Rogers Cup | Rogers Cup             |

## Nhà vô địch

### Đơn nam
| Năm  | Vô địch                                        | Á quân                                         | Tỉ số                                          |
| ---- | ---------------------------------------------- | ---------------------------------------------- | ---------------------------------------------- |
| 1881 | Isidore F. Hellmuth                            | W.H. Young                                     | 6–2, 6–2                                       |
| 1882 | Harry D. Gamble                                | Isidore F. Hellmuth                            | 6–2, 6–3, 6–2                                  |
| 1883 | Charles H. Farnum                              | Charles Smith Hyman                            | 6–3, 6–3, 0–6, 6–0                             |
| 1884 | Charles Smith Hyman                            | Alexander C. Galt                              | 8–6, 6–8, 4–6, 6–4, 6–2                        |
| 1885 | Joseph S. Clark                                | Isidore F. Hellmuth                            | 6–3, 3–6, 6–1, 6–2                             |
| 1886 | Charles Smith Hyman (2)                        | Isidore F. Hellmuth                            | 6–4, 6–4, 1–6, 4–6, 6–4                        |
| 1887 | Charles Smith Hyman (3)                        | Lawrence H. Baldwin                            | 6–0, 6–3, 6–3                                  |
| 1888 | Charles Smith Hyman (4)                        | R.O.S. Wood                                    | 7–5, 8–6, 6–4                                  |
| 1889 | Charles Smith Hyman (5)                        | Andrew E. Plummer                              | 6–4, 7–5, 6–4                                  |
| 1890 | Edward E. Tanner                               | Oliver R. Macklem                              | 6–4, 6–3, 6–2                                  |
| 1891 | Fred S. Mansfield                              | Edward E. Tanner                               | 6–1, 6–1, 6–1                                  |
| 1892 | Fred Hovey                                     | Henry G. Bixby                                 | 6–2, 6–0, 1–6, 6–1                             |
| 1893 | Harry E. Avery                                 | Henry Gordon Mackenzie                         | 4–6, 4–6, 6–3, 6–1, 6–3                        |
| 1894 | Robert W. Pardo Matthews                       | Harry E. Avery                                 | 3–6, 6–0, 2–6, 6–4, 6–2                        |
| 1895 | William Larned                                 | Arthur E. Foote                                | 6–1, 6–4, 6–2                                  |
| 1896 | Robert Wrenn                                   | Edwin P. Fischer                               | 6–1, 6–3, 7–5                                  |
| 1897 | Leo Ware                                       | Edwin P. Fischer                               | 8–6, 6–1, 6–3t                                 |
| 1898 | Leo Ware (2)                                   | Malcolm D. Whitman                             | 6–8, 6–2, 6–4, 6–2                             |
| 1899 | Malcolm D. Whitman                             | Leo Ware                                       | 6–2, 6–3, 6–4                                  |
| 1900 | Malcolm D. Whitman (2)                         | William Larned                                 | 7–5, 3–6, 6–3, 1–6, 7–5                        |
| 1901 | William Larned (2)                             | Beals Wright                                   | 6–4, 6–4, 6–2                                  |
| 1902 | Beals Wright                                   | Irving Wright                                  | 6–3, 6–3, 3–6, 6–1                             |
| 1903 | Beals Wright (2)                               | Edgar Leonard                                  | 8–6, 6–3, 6–4                                  |
| 1904 | Beals Wright (3)                               | Louis Harry Waidner                            | 6–1, 6–2, 6–3                                  |
| 1905 | Không tổ chức                                  | Không tổ chức                                  | Không tổ chức                                  |
| 1906 | Irving Wright                                  | Edwin P. Fischer                               | 6–1, 6–3, 6–1                                  |
| 1907 | James F. Foulkes                               | Ralph Burns                                    | 6–3, 6–8, 6–3, 6–4                             |
| 1908 | Thomas Y. Sherwell                             | James F. Foulkes                               | 6–4, 6–1, 6–2                                  |
| 1909 | James F. Foulkes (2)                           |                                                |                                                |
| 1910 | James F. Foulkes (3)                           | Robert Patrick Hay Baird                       | 2–6, 6–1, 6–2, 4-6, 6–2                        |
| 1911 | Bernhard P. Schwengers                         | Robert Patrick Hay Baird                       | 13-11, 6-2, 6-4                                |
| 1912 | Bernhard P. Schwengers (2)                     | Joseph C. Tyler                                | 6–2, 3–6, 6–3, 7-5                             |
| 1913 | Robert Patrick Hay Baird                       | Ralph Burns                                    | 6–2, 6–0, 4–6, 6–1                             |
| 1914 | Thomas Y. Sherwell (2)                         | Robert Patrick Hay Baird                       | 4–6, 6–2, 6–3, 6–3                             |
| 1915 | Không tổ chức (do Chiến tranh thế giới thứ I)  | Không tổ chức (do Chiến tranh thế giới thứ I)  | Không tổ chức (do Chiến tranh thế giới thứ I)  |
| 1916 | Không tổ chức (do Chiến tranh thế giới thứ I)  | Không tổ chức (do Chiến tranh thế giới thứ I)  | Không tổ chức (do Chiến tranh thế giới thứ I)  |
| 1917 | Không tổ chức (do Chiến tranh thế giới thứ I)  | Không tổ chức (do Chiến tranh thế giới thứ I)  | Không tổ chức (do Chiến tranh thế giới thứ I)  |
| 1918 | Không tổ chức (do Chiến tranh thế giới thứ I)  | Không tổ chức (do Chiến tranh thế giới thứ I)  | Không tổ chức (do Chiến tranh thế giới thứ I)  |
| 1919 | Seiichiro Kashio                               | Walter K. Wesbrook                             | 3–6, 6–3, 6–1, 11–9                            |
| 1920 | Paul D. Bennett                                | William Leroy Rennie                           | 6–3, 7–5, 6–4                                  |
| 1921 | Wallace J. Bates                               | Edmund Levy                                    | 4–6, 6–4, 6–2, 6–3                             |
| 1922 | Frank Anderson                                 | Robert Patrick Hay Baird                       | 6–3, 6–4, 6–3                                  |
| 1923 | William Leroy Rennie                           | W.H. Richards                                  | 6–2, 6–3, 6–3                                  |
| 1924 | George Lott                                    | Cyril Andrewes                                 | 6–3, 7–5, 6–1                                  |
| 1925 | Willard F. Crocker                             | Wallace Scott                                  | 4–6, 9–7, 18–16, 6–2                           |
| 1926 | Leon De Turenne                                | Wallace Scott                                  | 6–4, 6–3, 6–0                                  |
| 1927 | Jack A. Wright                                 | Leon De Turenne                                | 7–5, 8–6, 6–3                                  |
| 1928 | Wilmer Allison                                 | John Van Ryn                                   | 6–2, 6–4, 6–3                                  |
| 1929 | Jack A. Wright (2)                             | Frank Shields                                  | 6–4, 6–4, 1–6, 7–5                             |
| 1930 | George Lyttleton-Rogers                        | Gilbert Nunns                                  | 6–4, 8–6, 6–8, 9–7                             |
| 1931 | Jack A. Wright (3)                             | Gilbert Nunns                                  | 6–3, 6–4, 6–2                                  |
| 1932 | Frank Parker                                   | George Lott                                    | 2–6, 6–1, 7–5, 6–2                             |
| 1933 | John Murio                                     | Walter Martin                                  | 6–3, 4–6, 4–6, 6–2, 6–2                        |
| 1934 | Marcel Rainville                               | Harold Surface                                 | 6–4, 7–5, 6–0                                  |
| 1935 | Eugene Smith                                   | Richard Bennett                                | 8–6, 6–2, 7–5                                  |
| 1936 | Jack Tidball                                   | John Murio                                     | 8–6, 6–2, 6–2                                  |
| 1937 | Walter Senior                                  | Robert Murray                                  | 2–6, 6–2, 6–3, 3–6, 6–2                        |
| 1938 | Frank Parker (2)                               | Wilmer Allison                                 | 6–2, 6–2, 9–7                                  |
| 1939 | P. Morley Lewis                                | Robert Madden                                  | 6–2, 6–2, 6–3                                  |
| 1940 | Donald McDiarmid                               | Lewis Duff                                     | 6–1, 7–5, 6–2                                  |
| 1941 | Không tổ chức (do Chiến tranh thế giới thứ II) | Không tổ chức (do Chiến tranh thế giới thứ II) | Không tổ chức (do Chiến tranh thế giới thứ II) |
| 1942 | Không tổ chức (do Chiến tranh thế giới thứ II) | Không tổ chức (do Chiến tranh thế giới thứ II) | Không tổ chức (do Chiến tranh thế giới thứ II) |
| 1943 | Không tổ chức (do Chiến tranh thế giới thứ II) | Không tổ chức (do Chiến tranh thế giới thứ II) | Không tổ chức (do Chiến tranh thế giới thứ II) |
| 1944 | Không tổ chức (do Chiến tranh thế giới thứ II) | Không tổ chức (do Chiến tranh thế giới thứ II) | Không tổ chức (do Chiến tranh thế giới thứ II) |
| 1945 | Không tổ chức (do Chiến tranh thế giới thứ II) | Không tổ chức (do Chiến tranh thế giới thứ II) | Không tổ chức (do Chiến tranh thế giới thứ II) |
| 1946 | P. Morley Lewis (2)                            | Donald McDiarmid                               | 2–6, 8–6, 6–4, 6–4                             |
| 1947 | James Evert                                    | Emery Neale                                    | 2–6, 6–3, 5–7, 6–1, 6–2                        |
| 1948 | William Tully                                  | Henri Rochon                                   | 6–4, 7–5, 6–0                                  |
| 1949 | Henri Rochon                                   | Lorne Main                                     | 6–3, 6–4, 4–6, 6–2                             |
| 1950 | Brendan Macken                                 | Henri Rochon                                   | 6–0, 6–0, 6–3                                  |
| 1951 | Tony Vincent                                   | Seymour Greenberg                              | 7–9, 7–5, 7–5, 6–2                             |
| 1952 | Richard Savitt                                 | Kurt Nielsen                                   | 6–1, 6–0, 6–1                                  |
| 1953 | Mervyn Rose                                    | Rex Hartwig                                    | 6–3, 6–4, 6–2                                  |
| 1954 | Bernard Bartzen                                | Kosei Kamo                                     | 6–4, 6–0, 6–3                                  |
| 1955 | Robert Bédard                                  | Henri Rochon                                   | 8–6, 6–2, 6–1                                  |
| 1956 | Noel Brown                                     | Donald Fontana                                 | 6–0, 2–6, 6–3, 6–3                             |
| 1957 | Robert Bédard (2)                              | Ramanathan Krishnan                            | 6–1, 1–6, 6–2, 6–4                             |
| 1958 | Robert Bédard (3)                              | Whitney Reed                                   | 6–0, 6–3, 6–3                                  |
| 1959 | Reynaldo Garrido                               | Orlando H. Garrido                             | 6–4, 1–6, 6–4, 6–1                             |
| 1960 | Ladislav Legenstein                            | Warren Woodcock                                | 6–2, 6–2, 7–5                                  |
| 1961 | Whitney Reed                                   | Mike Sangster                                  | 3–6, 6–0, 6–4, 6–2                             |
| 1962 | Juan Manuel Couder                             | Sean Frost                                     | 6–3, 6–4, 6–3                                  |
| 1963 | Whitney Reed (2)                               | Kyle Carpenter                                 | 6–2, 6–4, 6–4                                  |
| 1964 | Roy Emerson                                    | Fred Stolle                                    | 2–6, 4–6, 6–4, 6–3, 6–4                        |
| 1965 | Ronald Holmberg                                | Lester Sack                                    | 4–6, 4–6, 6–4, 6–2, 6–2                        |
| 1966 | Allen Fox                                      | Allan Stone                                    | 6–4, 6–4, 6–3                                  |
| 1967 | Manuel Santana                                 | Roy Emerson                                    | 6–1, 10–8, 6–4                                 |
| 1968 | Ramanathan Krishnan                            | Torben Ulrich                                  | 6–3, 6–0, 7–5                                  |
| 1969 | Cliff Richey                                   | Earl Butch Buchholz                            | 6–4, 5–7, 6–4, 6–0                             |
| 1970 | Rod Laver                                      | Roger Taylor                                   | 6–0, 4–6, 6–3                                  |
| 1971 | John Newcombe                                  | Tom Okker                                      | 7–6, 3–6, 6–2, 7–6                             |
| 1972 | Ilie Năstase                                   | Andrew Pattison                                | 6–4, 6–3                                       |
| 1973 | Tom Okker                                      | Manuel Orantes                                 | 6–3, 6–2, 6–1                                  |
| 1974 | Guillermo Vilas                                | Manuel Orantes                                 | 6–4, 6–2, 6–3                                  |
| 1975 | Manuel Orantes                                 | Ilie Năstase                                   | 7–6(7–4), 6–0, 6–1                             |
| 1976 | Guillermo Vilas (2)                            | Wojtek Fibak                                   | 6–4, 7–6, 6–2                                  |
| 1977 | Jeff Borowiak                                  | Jaime Fillol                                   | 6–0, 6–1                                       |
| 1978 | Eddie Dibbs                                    | José Luis Clerc                                | 5–7, 6–4, 6–1                                  |
| 1979 | Björn Borg                                     | John McEnroe                                   | 6–3, 6–3                                       |
| 1980 | Ivan Lendl                                     | Björn Borg                                     | 4–6, 5–4, bỏ cuộc                              |
| 1981 | Ivan Lendl (2)                                 | Eliot Teltscher                                | 6–3, 6–2                                       |
| 1982 | Vitas Gerulaitis                               | Ivan Lendl                                     | 4–6, 6–1, 6–3                                  |
| 1983 | Ivan Lendl (3)                                 | Anders Järryd                                  | 6–2, 6–2                                       |
| 1984 | John McEnroe                                   | Vitas Gerulaitis                               | 6–0, 6–3                                       |
| 1985 | John McEnroe (2)                               | Ivan Lendl                                     | 7–5, 6–3                                       |
| 1986 | Boris Becker                                   | Stefan Edberg                                  | 6–4, 3–6, 6–3                                  |
| 1987 | Ivan Lendl (4)                                 | Stefan Edberg                                  | 6–4, 7–6                                       |
| 1988 | Ivan Lendl (5)                                 | Kevin Curren                                   | 7–6, 6–2                                       |
| 1989 | Ivan Lendl (6)                                 | John McEnroe                                   | 6–1, 6–3                                       |
| 1990 | Michael Chang                                  | Jay Berger                                     | 4–6, 6–3, 7–6(7–2)                             |
| 1991 | Andrei Chesnokov                               | Petr Korda                                     | 3–6, 6–4, 6–3                                  |
| 1992 | Andre Agassi                                   | Ivan Lendl                                     | 3–6, 6–2, 6–0                                  |
| 1993 | Mikael Pernfors                                | Todd Martin                                    | 2–6, 6–2, 7–5                                  |
| 1994 | Andre Agassi (2)                               | Jason Stoltenberg                              | 6–4, 6–4                                       |
| 1995 | Andre Agassi (3)                               | Pete Sampras                                   | 3–6, 6–2, 6–3                                  |
| 1996 | Wayne Ferreira                                 | Todd Woodbridge                                | 6–2, 6–4                                       |
| 1997 | Chris Woodruff                                 | Gustavo Kuerten                                | 7–5, 4–6, 6–3                                  |
| 1998 | Patrick Rafter                                 | Richard Krajicek                               | 7–6(7–3), 6–4                                  |
| 1999 | Thomas Johansson                               | Yevgeny Kafelnikov                             | 1–6, 6–3, 6–3                                  |
| 2000 | Marat Safin                                    | Harel Levy                                     | 6–2, 6–3                                       |
| 2001 | Andrei Pavel                                   | Patrick Rafter                                 | 7–6(7–3), 2–6, 6–3                             |
| 2002 | Guillermo Cañas                                | Andy Roddick                                   | 6–4, 7–5                                       |
| 2003 | Andy Roddick                                   | David Nalbandian                               | 6–1, 6–3                                       |
| 2004 | Roger Federer                                  | Andy Roddick                                   | 7–5, 6–3                                       |
| 2005 | Rafael Nadal                                   | Andre Agassi                                   | 6–3, 4–6, 6–2                                  |
| 2006 | Roger Federer (2)                              | Richard Gasquet                                | 2–6, 6–3, 6–2                                  |
| 2007 | Novak Djokovic                                 | Roger Federer                                  | 7–6(7–2), 2–6, 7–6(7–2)                        |
| 2008 | Rafael Nadal (2)                               | Nicolas Kiefer                                 | 6–3, 6–2                                       |
| 2009 | Andy Murray                                    | Juan Martín del Potro                          | 6–7(4–7), 7–6(7–3), 6–1                        |
| 2010 | Andy Murray (2)                                | Roger Federer                                  | 7–5, 7–5                                       |
| 2011 | Novak Djokovic (2)                             | Mardy Fish                                     | 6–2, 3–6, 6–4                                  |
| 2012 | Novak Djokovic (3)                             | Richard Gasquet                                | 6–3, 6–2                                       |
| 2013 | Rafael Nadal (3)                               | Milos Raonic                                   | 6–2, 6–2                                       |
| 2014 | Jo-Wilfried Tsonga                             | Roger Federer                                  | 7–5, 7–6(7–3)                                  |
| 2015 | Andy Murray (3)                                | Novak Djokovic                                 | 6–4, 4–6, 6–3                                  |
| 2016 | Novak Djokovic (4)                             | Kei Nishikori                                  | 6–3, 7–5                                       |
| 2017 | Alexander Zverev                               | Roger Federer                                  | 6–3, 6–4                                       |
| 2018 | Rafael Nadal (4)                               | Stefanos Tsitsipas                             | 6–2, 7–6(7–4)                                  |

### Đơn nữ
| Năm  | Vô địch                                        | Á quân                                         | Tỉ số                                          |
| ---- | ---------------------------------------------- | ---------------------------------------------- | ---------------------------------------------- |
| 1892 | Maude Delano-Osborne                           | Mrs Sydney Smith                               | 9–7, 7–9, 6–2, 8–6                             |
| 1893 | Maude Delano-Osborne (2)                       | Mrs Sydney Smith                               | 6–8, 6–2, 6–2                                  |
| 1894 | Maude Delano-Osborne (3)                       |                                                | 3–6, 6–2, 6–1                                  |
| 1895 | Mrs Sydney Smith                               | Maude Delano-Osborne                           | 3–6, 6–1, 6–3                                  |
| 1896 | Juliette Atkinson                              | Mrs Sydney Smith                               | 6–1, 6–2                                       |
| 1897 | Juliette Atkinson (2)                          |                                                | 6–3, 6–1                                       |
| 1898 | Juliette Atkinson (3)                          | Eustace Smith                                  | 6–4, 6–1                                       |
| 1899 | Violet Summerhayes                             |                                                | 6–2, 9–11, 6–3                                 |
| 1900 | Violet Summerhayes (2)                         | Mrs Burgess                                    | 6–8, 6–4, 6–0, 6–4                             |
| 1901 | Violet Summerhayes (3)                         | Mrs Burgess                                    | 6–3, 2–6, 6–0, 0–6, 9–7                        |
| 1902 | Miss Hague                                     | Violet Summerhayes                             | 6–0, 6–1                                       |
| 1903 | Violet Summerhayes (4)                         | Mrs Burgess                                    | 1–6, 6–4, 6–2                                  |
| 1904 | Violet Summerhayes (5)                         |                                                |                                                |
| 1905 | Không tổ chức                                  | Không tổ chức                                  | Không tổ chức                                  |
| 1906 | Lois Moyes Bickle                              | Violet Summerhayes                             | 6–3, 6–3                                       |
| 1907 | Lois Moyes Bickle (2)                          | Miss Hague                                     | 3–6, 6–4, 6–3                                  |
| 1908 | Lois Moyes Bickle (3)                          | Evelyn Clay                                    | 6–2, 6–1                                       |
| 1909 | May Sutton                                     | Edith Boucher Hannam                           | 6–3, 6–3                                       |
| 1910 | Lois Moyes Bickle (4)                          | Rhea Fairbairn                                 | 6–4, 6–0                                       |
| 1911 | Florence Sutton                                |                                                |                                                |
| 1912 | Miss Birch                                     | Miss Beckett                                   | 3–6, 6–3, 7–5                                  |
| 1913 | Lois Moyes Bickle (5)                          | Florence Best                                  | 6–4, 6–4                                       |
| 1914 | Lois Moyes Bickle (6)                          | Florence Best                                  | 6–4, 6–1                                       |
| 1915 | Không tổ chức (do Chiến tranh thế giới thứ I)  | Không tổ chức (do Chiến tranh thế giới thứ I)  | Không tổ chức (do Chiến tranh thế giới thứ I)  |
| 1916 | Không tổ chức (do Chiến tranh thế giới thứ I)  | Không tổ chức (do Chiến tranh thế giới thứ I)  | Không tổ chức (do Chiến tranh thế giới thứ I)  |
| 1917 | Không tổ chức (do Chiến tranh thế giới thứ I)  | Không tổ chức (do Chiến tranh thế giới thứ I)  | Không tổ chức (do Chiến tranh thế giới thứ I)  |
| 1918 | Không tổ chức (do Chiến tranh thế giới thứ I)  | Không tổ chức (do Chiến tranh thế giới thứ I)  | Không tổ chức (do Chiến tranh thế giới thứ I)  |
| 1919 | Marion Zinderstein                             | Lois Moyes Bickle                              | 8–6, 6–4                                       |
| 1920 | Lois Moyes Bickle (7)                          | Florence Best                                  |                                                |
| 1921 | Lois Moyes Bickle (8)                          | Margaret Grove                                 | 6–3, 6–3                                       |
| 1922 | Lois Moyes Bickle (9)                          | Gladys Hutchings                               | 6–4, 6–1                                       |
| 1923 | Florence Best                                  | M. Brooks                                      | 6–3, 6–3                                       |
| 1924 | Lois Moyes Bickle (10)                         | Marjorie Leeming                               | 4–6, 6–3, 6–4                                  |
| 1925 | Marjorie Leeming                               | Mrs H. F. Wright                               | 7–5, 6–4                                       |
| 1926 | Marjorie Leeming (2)                           | Marjorie Gladman                               | 6–2, 6–0                                       |
| 1927 | Caroline Swartz                                | Edith Cross                                    | 6–3, 4–6, 7–5                                  |
| 1928 | Marjorie Gladman                               | Mary Greef                                     | 5–7, 6–1, 6–1                                  |
| 1929 | Olive Wade                                     | Ruth Riese                                     | 6–0, 1–6, 6–1                                  |
| 1930 | Olive Wade (2)                                 | Marjorie Leeming                               | 6–4, 2–6, 6–4                                  |
| 1931 | Edith Cross                                    | Marjorie Leeming                               | 6–2, 6–2                                       |
| 1932 | Olive Wade (3)                                 | Marjorie Leeming                               | 4–6, 6–4, 6–1                                  |
| 1933 | Gracyn Wheeler                                 | Mary Campbell                                  | 4–6, 6–1, 6–3                                  |
| 1934 | Caroline Deacon                                | Eleanor Young                                  | 7–5, 6–3                                       |
| 1935 | Margaret Osborne duPont                        | Gussie Raegener                                | 6–4, 6–2                                       |
| 1936 | Esther Bartosh                                 | Jean Milne                                     | 6–1, 3–6, 6–1                                  |
| 1937 | Evelyn Dearman                                 | Mary Hardwick                                  | bỏ cuộc trước trận đấu                         |
| 1938 | Rene Bolte                                     | Ruth Porter                                    | 6–4, 6–4                                       |
| 1939 | Elizabeth Blackman                             | Rene Bolte                                     | 7–5, 7–5                                       |
| 1940 | Eleanor Young                                  | Jean Milne                                     | 7–5, 7–5                                       |
| 1941 | Không tổ chức (do Chiến tranh thế giới thứ II) | Không tổ chức (do Chiến tranh thế giới thứ II) | Không tổ chức (do Chiến tranh thế giới thứ II) |
| 1942 | Không tổ chức (do Chiến tranh thế giới thứ II) | Không tổ chức (do Chiến tranh thế giới thứ II) | Không tổ chức (do Chiến tranh thế giới thứ II) |
| 1943 | Không tổ chức (do Chiến tranh thế giới thứ II) | Không tổ chức (do Chiến tranh thế giới thứ II) | Không tổ chức (do Chiến tranh thế giới thứ II) |
| 1944 | Không tổ chức (do Chiến tranh thế giới thứ II) | Không tổ chức (do Chiến tranh thế giới thứ II) | Không tổ chức (do Chiến tranh thế giới thứ II) |
| 1945 | Không tổ chức (do Chiến tranh thế giới thứ II) | Không tổ chức (do Chiến tranh thế giới thứ II) | Không tổ chức (do Chiến tranh thế giới thứ II) |
| 1946 | Baba Lewis                                     | Noreen Haney                                   | 6–1, 6–3                                       |
| 1947 | Gracyn Wheeler Kelleher (2)                    | Eleanor Young                                  | 6–0, 3–6, 6–0                                  |
| 1948 | Patricia Macken                                | Elaine Fildes                                  | 2–6, 8–6, 6–2                                  |
| 1949 | Baba Lewis (2)                                 | Patricia Macken                                | 6–0, 6–1                                       |
| 1950 | Doris Popple                                   | Barbara Knapp                                  | 8–6, 6–8, 7–5                                  |
| 1951 | Lucille Davidson                               | Pat Lowe                                       | 8–6, 6–1                                       |
| 1952 | Melita Ramirez                                 | Lucille Davidson                               | 6–4, 6–3                                       |
| 1953 | Melita Ramirez (2)                             | Thelma Coyne Long                              | 6–1, 6–3                                       |
| 1954 | Karol Fageros                                  | Ethel Norton                                   | 3–6, 7–5, 6–4                                  |
| 1955 | Hanna Kozeluhova Sladek                        | Connie Bowan                                   | 8–6, 6–0                                       |
| 1956 | Jean Laird                                     | Linda Vail                                     | 4–6, 7–5, 8–6                                  |
| 1957 | Louise Brown                                   | Singeline Boeck                                | 6–4, 6–3                                       |
| 1958 | Eleanor Dodge                                  | Barbara Browning                               | 6–3, 6–4                                       |
| 1959 | Mary Martin                                    | Marta Hernández                                | 6–1, 6–2                                       |
| 1960 | Donna Floyd                                    | Ann Barclay                                    | 7–5, 6–2                                       |
| 1961 | Ann Haydon-Jones                               | Ann Barclay                                    | 6–4, 6–0                                       |
| 1962 | Ann Barclay                                    | Louise Brown                                   | 6–3, 6–4                                       |
| 1963 | Ann Barclay (2)                                | Louise Brown                                   | 6–0, 6–1                                       |
| 1964 | Benita Senn                                    | Louise Brown                                   | 6–4, 6–4                                       |
| 1965 | Julie Heldman                                  | Faye Urban                                     | 6–3, 8–6                                       |
| 1966 | Rita Bentley                                   | Susan Butt                                     | 6–3, 6–3                                       |
| 1967 | Kathleen Harter                                | Rita Bentley                                   | 6–1, 5–7, 7–5                                  |
| 1968 | Jane Bartkowicz                                | Faye Urban                                     | 6–3, 6–3                                       |
| 1969 | Faye Urban                                     | Vicki Berner                                   | 6–2, 6–0                                       |
| 1970 | Margaret Smith Court                           | Rosemary Casals                                | 6–8, 6–4, 6–4                                  |
| 1971 | Françoise Dürr                                 | Evonne Goolagong Cawley                        | 6–4, 6–2                                       |
| 1972 | Evonne Goolagong Cawley                        | Virginia Wade                                  | 6–3, 6–1                                       |
| 1973 | Evonne Goolagong Cawley(2)                     | Helga Niessen Masthoff                         | 7–6, 6–4                                       |
| 1974 | Chris Evert                                    | Julie Heldman                                  | 6–0, 6–3                                       |
| 1975 | Marcie Louie                                   | Laura DuPont                                   | 6–1, 4–6, 6–4                                  |
| 1976 | Mima Jaušovec                                  | Lesley Hunt                                    | 6–2, 6–0                                       |
| 1977 | Regina Maršíková                               | Marise Kruger                                  | 6–4, 4–6, 6–2                                  |
| 1978 | Regina Maršíková (2)                           | Virginia Ruzici                                | 7–5, 6–7, 6–2                                  |
| 1979 | Laura DuPont                                   | Brigitte Cuypers                               | 6–4, 6–7, 6–1                                  |
| 1980 | Chris Evert (2)                                | Virginia Ruzici                                | 6–3, 6–1                                       |
| 1981 | Tracy Austin                                   | Chris Evert                                    | 6–1, 6–4                                       |
| 1982 | Martina Navratilova                            | Andrea Jaeger                                  | 6–3, 7–5                                       |
| 1983 | Martina Navratilova (2)                        | Chris Evert                                    | 6–4, 4–6, 6–1                                  |
| 1984 | Chris Evert (3)                                | Alycia Moulton                                 | 6–2, 7–6                                       |
| 1985 | Chris Evert (4)                                | Claudia Kohde-Kilsch                           | 6–2, 6–4                                       |
| 1986 | Helena Suková                                  | Pam Shriver                                    | 6–2, 7–5                                       |
| 1987 | Pam Shriver                                    | Zina Garrison                                  | 6–4, 6–1                                       |
| 1988 | Gabriela Sabatini                              | Natasha Zvereva                                | 6–1, 6–2                                       |
| 1989 | Martina Navratilova (3)                        | Arantxa Sánchez Vicario                        | 6–2, 6–2                                       |
| 1990 | Steffi Graf                                    | Katerina Maleeva                               | 6–1, 6–7, 6–3                                  |
| 1991 | Jennifer Capriati                              | Katerina Maleeva                               | 6–2, 6–3                                       |
| 1992 | Arantxa Sánchez Vicario                        | Monica Seles                                   | 6–3, 4–6, 6–4                                  |
| 1993 | Steffi Graf (2)                                | Jennifer Capriati                              | 6–1, 0–6, 6–3                                  |
| 1994 | Arantxa Sánchez Vicario (2)                    | Steffi Graf                                    | 7–5, 1–6, 7–6                                  |
| 1995 | Monica Seles                                   | Amanda Coetzer                                 | 6–0, 6–1                                       |
| 1996 | Monica Seles (2)                               | Arantxa Sánchez Vicario                        | 6–1, 7–6                                       |
| 1997 | Monica Seles (3)                               | Anke Huber                                     | 6–2, 6–4                                       |
| 1998 | Monica Seles (4)                               | Arantxa Sánchez Vicario                        | 6–3, 6–2                                       |
| 1999 | Martina Hingis                                 | Monica Seles                                   | 6–4, 6–4                                       |
| 2000 | Martina Hingis (2)                             | Serena Williams                                | 0–6, 6–3, 3–0, bỏ cuộc                         |
| 2001 | Serena Williams                                | Jennifer Capriati                              | 6–1, 6–7, 6–3                                  |
| 2002 | Amélie Mauresmo                                | Jennifer Capriati                              | 6–4, 6–1                                       |
| 2003 | Justine Henin                                  | Lina Krasnoroutskaya                           | 6–1, 6–0                                       |
| 2004 | Amélie Mauresmo (2)                            | Elena Likhovtseva                              | 6–1, 6–0                                       |
| 2005 | Kim Clijsters                                  | Justine Henin                                  | 7–5, 6–1                                       |
| 2006 | Ana Ivanovic                                   | Martina Hingis                                 | 6–2, 6–3                                       |
| 2007 | Justine Henin (2)                              | Jelena Janković                                | 7–6(7–3), 7–5                                  |
| 2008 | Dinara Safina                                  | Dominika Cibulková                             | 6–2, 6–1                                       |
| 2009 | Elena Dementieva                               | Maria Sharapova                                | 6–4, 6–3                                       |
| 2010 | Caroline Wozniacki                             | Vera Zvonareva                                 | 6–3, 6–2                                       |
| 2011 | Serena Williams (2)                            | Samantha Stosur                                | 6–4, 6–2                                       |
| 2012 | Petra Kvitová                                  | Li Na                                          | 7–5, 2–6, 6–3                                  |
| 2013 | Serena Williams (3)                            | Sorana Cîrstea                                 | 6–2, 6–0                                       |
| 2014 | Agnieszka Radwańska                            | Venus Williams                                 | 6–4, 6–2                                       |
| 2015 | Belinda Bencic                                 | Simona Halep                                   | 7–6(7–5), 6–7(4–7), 3–0, bỏ cuộc               |
| 2016 | Simona Halep                                   | Madison Keys                                   | 7–6(7–2), 6–3                                  |
| 2017 | Elina Svitolina                                | Caroline Wozniacki                             | 6–4, 6–0                                       |
| 2018 | Simona Halep (2)                               | Sloane Stephens                                | 7–6(8–6), 3–6, 6–4                             |

### Đôi nam
| Năm  | Vô địch                                        | Á quân                                         | Tỉ số                                          |
| ---- | ---------------------------------------------- | ---------------------------------------------- | ---------------------------------------------- |
| 1924 | Samuel Hardy George Lott                       | Willard Crocker David R. Morrice               | 6–?, 6–2, 6–4                                  |
| 1925 | Willard Crocker Jack Wright                    | Wallace Scott Leon Turenne                     | 6–2, 6–2, 0–6, 6–2                             |
| 1926 | Leon de Turenne John Proctor                   | Howard Langlie Armand Quilman                  | 6–1, 6–3, 6–1                                  |
| 1927 | Bradshaw Harrison Sherman Lockwood             | Stanley Almquist John Risso                    | 4–6, 6–1, 6–4, 6–2                             |
| 1928 | Wilmer Allison John Van Ryn                    | Willard Crocker Marcel Rainville               | 6–1, 6–3, 6–1                                  |
| 1929 | Willard Crocker Jack Wright                    | Frank Shields Donald Strachan                  | 6–3, 6–4, 6–0                                  |
| 1930 | J. Gilbert Hall Fritz Mercur                   | Walter Martin Gilbert Nunns                    | 11–9, 6–2, 6–4                                 |
| 1931 | Marcel Rainville Jack Wright                   | Henry Prusoff Laurason Driscoll                | 7–5, 9–7, 7–5                                  |
| 1932 | George Lott Marcel Rainville                   | Walter Martin Gilbert Nunns                    | 7–5, 6–4, 4–6, 6–1                             |
| 1933 | Martin Kenneally John Murio                    | Mel Draga Wayne Sabin                          | 6–8, 6–4, 8–10, 4–6, 6–3                       |
| 1934 | Phil Castlen Harold Surface                    | Donald Leahong Harry Dayes                     | 9–11, 6–4, 6–4, 6–2                            |
| 1935 | Worth Oswald Charles Weesner                   | Ray Casey John Law                             | 10–9, 6–2, 10–12, 7–9, 9–7                     |
| 1936 | Charles Church Jack Tidball                    | Verne Hughes Bob Hippenstiel                   | 4–6, 4–6, 6–1, 14–12, 6–4                      |
| 1937 | David M. Jones Walter Martin                   | Bobby Murray Laird Watt                        | 8–6, 9–7, 1–6, 6–2                             |
| 1938 | Wilmer Allison Frank Parker                    | Bobby Murray Laird Watt                        | 6–0, 6–4, 6–8, 6–3                             |
| 1939 | Frank Froehling P. Morey Lewis                 | Bill Pedlar Philip Pearson                     | 6–4, 2–6, 6–4, 6–2                             |
| 1940 | Philip Pearson Ross Wilson                     | Don McDiarmid Lewis Duff                       | 11–9, 6–3, 6–3                                 |
| 1941 | Không tổ chức (do Chiến tranh thế giới thứ II) | Không tổ chức (do Chiến tranh thế giới thứ II) | Không tổ chức (do Chiến tranh thế giới thứ II) |
| 1942 | Không tổ chức (do Chiến tranh thế giới thứ II) | Không tổ chức (do Chiến tranh thế giới thứ II) | Không tổ chức (do Chiến tranh thế giới thứ II) |
| 1943 | Không tổ chức (do Chiến tranh thế giới thứ II) | Không tổ chức (do Chiến tranh thế giới thứ II) | Không tổ chức (do Chiến tranh thế giới thứ II) |
| 1944 | Không tổ chức (do Chiến tranh thế giới thứ II) | Không tổ chức (do Chiến tranh thế giới thứ II) | Không tổ chức (do Chiến tranh thế giới thứ II) |
| 1945 | Không tổ chức (do Chiến tranh thế giới thứ II) | Không tổ chức (do Chiến tranh thế giới thứ II) | Không tổ chức (do Chiến tranh thế giới thứ II) |
| 1946 | Brendan Macken Jim Macken                      | Edgar Murphy P. Morley Lewis                   | 3–6, 6–1, 6–4, 7–5                             |
| 1947 | James Evert Jerry Evert                        | Harry Roche James Livingstone                  | 6–2, 6–3, 9–7                                  |
| 1948 | Edgar Lanthier Gordon McNeil                   | Tony Vincent Severre Lie                       | 6–2, 4–6, 3–6, 6–4, 6–4                        |
| 1949 | Edgar Lanthier Gordon McNeil                   | Walter Stohlberg Maine Stohlberg               |                                                |
| 1950 | Robert Abdesselam Jean Ducos                   | George Robinson Henry Rochon                   | 6–3, 6–3, 6–3                                  |
| 1951 | Brendan Macken Lorne Main                      | Tony Vincent Seymour Greenberg                 | 6–0, 6–4, 6–1                                  |
| 1952 | Kurt Nielsen Dick Savitt                       | Art Larsen Noel Brown                          | 6–3, 6–2, 6–3                                  |
| 1953 | Rex Hartwig Mervyn Rose                        | George Worthington Tony Vincent                | 7–5, 3–6, 6–3, 6–2                             |
| 1954 | Luis Ayala Lorne Main                          |                                                |                                                |
| 1955 | Robert Bédard Donald Fontana                   | Monterealer Larry Barclay Paul Willey          | 6–4, 8–6, 6–4                                  |
| 1956 | Earl Baumgardner Noel Brown                    |                                                |                                                |
| 1957 | Robert Bédard Donald Fontana                   | Armando Vieira Carlos Fernandez                | 14–10, 6–3, 12–10                              |
| 1958 | Bob Howe Whitney Reed                          | Robert Bédard Donald Fontana                   | 9–7, 7–5, 6–4                                  |
| 1959 | Robert Bédard Donald Fontana                   | Orlando Garrido Eduardo Zuleta                 | 6–3, 1–6, 6–3, 2–6, 6–1                        |
| 1960 | Ladislav Legenstein Peter Scholl               | Warren Woodcock Whitney Reed                   | 6–4, 6–3, 6–4                                  |
| 1961 | Whitney Reed Mike Sangster                     |                                                |                                                |
| 1962 | William Hoogs Jim McManus                      | Rodney Mandelstam Don Russell                  | 6–1, 3–6, 10–8, 6–2                            |
| 1963 | Marcelo Lara Joaquin Loyo Mayo                 | Keith Carpenter Tom Brown                      | 4–6, 7–5, 3–6, 7–5, 10–8                       |
| 1964 | Roy Emerson Fred Stolle                        | Tony Roche John Newcombe                       | 3–6, 6–2, 6–2, 6–1                             |
| 1965 | Ron Holmberg Lester Sack                       | Robert Bédard Donald Fontana                   | 6–2, 3–6, 1–6, 6–3                             |
| 1966 | Keith Carpenter Michael Carpenter              | Robert Potthast Allan Stone                    | 11–9, 4–6, 6–4, 16–14                          |
| 1967 | Roy Emerson Manuel Santana                     | Torben Ulrich Jaidip Mukerjea                  | 4–6, 6–2, 6–3                                  |
| 1968 | Harry Fauquier John Sharpe                     | Marcelo Lara Jasjit Singh                      | 6–1, 6–3, 4–6, 6–3                             |
| 1969 | Ron Holmberg John Newcombe                     | Earl Butch Buchholz Raymond Moore              | 6–3, 6–4                                       |
| 1970 | Bill Bowrey Marty Riessen                      | Cliff Drysdale Fred Stolle                     | 6–3, 6–2                                       |
| 1971 | Tom Okker Marty Riessen                        | Arthur Ashe Dennis Ralston                     | 6–3, 3–6, 6–1                                  |
| 1972 | Ilie Năstase Ion Ţiriac                        | Jan Kodeš Jan Kukal                            | 7–6, 6–3                                       |
| 1973 | Rod Laver Ken Rosewall                         | Owen Davidson John Newcombe                    | 7–5, 7–6                                       |
| 1974 | Manuel Orantes Guillermo Vilas                 | Jürgen Fassbender Hans-Jürgen Pohmann          | 6–4, 5–7, 7–6                                  |
| 1975 | Cliff Drysdale Raymond Moore                   | Jan Kodeš Ilie Năstase                         | 6–3, 6–2                                       |
| 1976 | Bob Hewitt Raúl Ramírez                        | Juan Gisbert, Sr. Manuel Orantes               | 6–2, 6–1                                       |
| 1977 | Bob Hewitt Raúl Ramírez                        | Fred McNair Sherwood Stewart                   | 6–4, 3–6, 6–2                                  |
| 1978 | Wojtek Fibak Marty Riessen                     | Colin Dowdeswell Heinz Günthardt               | 6–3, 7–6                                       |
| 1979 | Peter Fleming John McEnroe                     | Heinz Günthardt Bob Hewitt                     | 6–7, 7–6, 6–1                                  |
| 1980 | Bruce Manson Brian Teacher                     | Heinz Günthardt Sandy Mayer                    | 6–3, 3–6, 6–4                                  |
| 1981 | Raúl Ramírez Ferdi Taygan                      | Peter Fleming John McEnroe                     | 2–6, 7–6, 6–4                                  |
| 1982 | Steve Denton Mark Edmondson                    | Peter Fleming John McEnroe                     | 6–7, 7–5, 6–2                                  |
| 1983 | Sandy Mayer Ferdi Taygan                       | Tim Gullikson Tom Gullikson                    | 6–3, 6–4                                       |
| 1984 | Peter Fleming John McEnroe                     | John Fitzgerald Kim Warwick                    | 6–4, 6–2                                       |
| 1985 | Ken Flach Robert Seguso                        | Stefan Edberg Anders Järryd                    | 5–7, 7–6, 6–3                                  |
| 1986 | Chip Hooper Mike Leach                         | Boris Becker Slobodan Živojinović              | 6–7, 6–3, 6–3                                  |
| 1987 | Pat Cash Stefan Edberg                         | Peter Doohan Laurie Warder                     | 6–7, 6–3, 6–4                                  |
| 1988 | Ken Flach Robert Seguso                        | Andrew Castle Tim Gullikson                    | 7–6(7–3), 6–3                                  |
| 1989 | Kelly Evernden Todd Witsken                    | Charles Beckman Shelby Cannon                  | 6–3, 6–3                                       |
| 1990 | Paul Annacone David Wheaton                    | Broderick Dyke Peter Lundgren                  | 6–1, 7–6                                       |
| 1991 | Patrick Galbraith Todd Witsken                 | Grant Connell Glenn Michibata                  | 6–4, 3–6, 6–1                                  |
| 1992 | Patrick Galbraith Danie Visser                 | Andre Agassi John McEnroe                      | 6–4, 6–4                                       |
| 1993 | Jim Courier Mark Knowles                       | Glenn Michibata David Pate                     | 6–4, 7–6                                       |
| 1994 | Byron Black Jonathan Stark                     | Patrick McEnroe Jared Palmer                   | 6–4, 6–4                                       |
| 1995 | Yevgeny Kafelnikov Andrei Olhovskiy            | Brian MacPhie Sandon Stolle                    | 6–2, 6–2                                       |
| 1996 | Patrick Galbraith Paul Haarhuis                | Mark Knowles Daniel Nestor                     | 7–6, 6–3                                       |
| 1997 | Mahesh Bhupathi Leander Paes                   | Sébastien Lareau Alex O'Brien                  | 7–6, 6–3                                       |
| 1998 | Martin Damm Jim Grabb                          | Ellis Ferreira Rick Leach                      | 6–7, 6–2, 7–6                                  |
| 1999 | Jonas Björkman Patrick Rafter                  | Byron Black Wayne Ferreira                     | 7–6(7–5), 6–4                                  |
| 2000 | Sébastien Lareau Daniel Nestor                 | Joshua Eagle Andrew Florent                    | 6–3, 7–6(7–3)                                  |
| 2001 | Jiří Novák David Rikl                          | Donald Johnson Jared Palmer                    | 6–4, 3–6, 6–3                                  |
| 2002 | Bob Bryan Mike Bryan                           | Mark Knowles Daniel Nestor                     | 4–6, 7–6(7–1), 6–3                             |
| 2003 | Mahesh Bhupathi Max Mirnyi                     | Jonas Björkman Todd Woodbridge                 | 6–3, 7–6(7–4)                                  |
| 2004 | Mahesh Bhupathi Leander Paes                   | Jonas Björkman Max Mirnyi                      | 6–4, 6–2                                       |
| 2005 | Wayne Black Kevin Ullyett                      | Jonathan Erlich Andy Ram                       | 6–7(5–7), 6–3, 6–0                             |
| 2006 | Bob Bryan Mike Bryan                           | Paul Hanley Kevin Ullyett                      | 6–3, 7–5                                       |
| 2007 | Mahesh Bhupathi Pavel Vízner                   | Paul Hanley Kevin Ullyett                      | 6–4, 6–4                                       |
| 2008 | Daniel Nestor Nenad Zimonjić                   | Bob Bryan Mike Bryan                           | 6–2, 4–6, [10–6]                               |
| 2009 | Mahesh Bhupathi Mark Knowles                   | Max Mirnyi Andy Ram                            | 6–4, 6–3                                       |
| 2010 | Bob Bryan Mike Bryan                           | Julien Benneteau Michaël Llodra                | 7–5, 6–3                                       |
| 2011 | Michaël Llodra Nenad Zimonjić                  | Bob Bryan Mike Bryan                           | 6–4, 6–7(5–7), [10–7]                          |
| 2012 | Bob Bryan Mike Bryan                           | Marcel Granollers Marc López                   | 6–1, 4–6, [12–10]                              |
| 2013 | Alexander Peya Bruno Soares                    | Colin Fleming Andy Murray                      | 6–4, 7–6(7–4)                                  |
| 2014 | Alexander Peya Bruno Soares                    | Ivan Dodig Marcelo Melo                        | 6–4, 6–3                                       |
| 2015 | Bob Bryan Mike Bryan                           | Daniel Nestor Édouard Roger-Vasselin           | 7–6(7–5), 3–6, [10–6]                          |
| 2016 | Ivan Dodig Marcelo Melo                        | Jamie Murray Bruno Soares                      | 6–4, 6–4                                       |
| 2017 | Pierre-Hugues Herbert Nicolas Mahut            | Rohan Bopanna Ivan Dodig                       | 6–4, 3–6, [10–6]                               |
| 2018 | Henri Kontinen John Peers                      | Raven Klaasen Michael Venus                    | 6–2, 6–7(7–9), [10–6]                          |

### Đôi nữ
| Năm  | Vô địch                                            | Á quân                                     | Tỉ số                  |
| ---- | -------------------------------------------------- | ------------------------------------------ | ---------------------- |
| 1968 | Vicki Berner Faye Urban                            | Jane O'Hara Vivienne Strong                | 6–2, 6–3               |
| 1969 | Vicki Berner (2) Faye Urban (2)                    | Jane O'Hara Vivienne Strong                | 6–1, 6–1               |
| 1970 | Rosemary Casals Margaret Court                     | Helen Gourlay Patricia Walkden             | 6–0, 6–1               |
| 1971 | Rosemary Casals (2) Françoise Dürr                 | Evonne Goolagong Lesley Turner Bowrey      | 6–3, 6–2               |
| 1972 | Margaret Court (2) Evonne Goolagong                | Brenda Kirk Patricia Walkden               | 3–6, 6–3, 7–5          |
| 1973 | Evonne Goolagong (2) Peggy Michel                  | Helga Niessen Masthoff Martina Navratilova | 6–3, 6–2               |
| 1974 | Julie Heldman Gail Sherriff Chanfreau              | Chris Evert Jeanne Evert                   | 6–3, 6–3               |
| 1975 | Julie Anthony Margaret Court (3)                   | JoAnne Russell Jane Stratton               | 6–2, 6–4               |
| 1976 | Janet Newberry Cynthia Doerner                     | Sue Barker Pam Teeguarden                  | 6–7, 6–3, 6–1          |
| 1977 | Delina Boshoff Ilana Kloss                         | Rosemary Casals Evonne Goolagong Cawley    | 6–2, 6–3               |
| 1978 | Regina Maršíková Pam Teeguarden                    | Chris O'Neil Paula Smith                   | 5–7, 6–4, 6–2          |
| 1979 | Lea Antonoplis Diane Evers                         | Chris O'Neil Mimmi Wikstedt                | 2–6, 6–1, 6–3          |
| 1980 | Andrea Jaeger Regina Maršíková                     | Ann Kiyomura Betsy Nagelsen                | 6–1, 6–3               |
| 1981 | Martina Navratilova Pam Shriver                    | Candy Reynolds Anne Smith                  | 7–6, 7–6               |
| 1982 | Martina Navratilova (2) Candy Reynolds             | Barbara Potter Sharon Walsh                | 6–4, 6–4               |
| 1983 | Anne Hobbs Andrea Jaeger (2)                       | Rosalyn Fairbank Candy Reynolds            | 6–4, 5–7, 7–5          |
| 1984 | Kathy Jordan Elizabeth Sayers                      | Claudia Kohde-Kilsch Hana Mandlíková       | 6–1, 6–2               |
| 1985 | Gigi Fernández Martina Navratilova (3)             | Marcella Mesker Pascale Paradis            | 6–4, 6–0               |
| 1986 | Zina Garrison Gabriela Sabatini                    | Pam Shriver Helena Suková                  | 7–6, 5–7, 6–4          |
| 1987 | Zina Garrison (2) Lori McNeil                      | Claudia Kohde-Kilsch Helena Suková         | 6–1, 6–2               |
| 1988 | Jana Novotná Helena Suková                         | Zina Garrison Pam Shriver                  | 7–6, 7–6               |
| 1989 | Gigi Fernández (2) Robin White                     | Martina Navratilova Larisa Neiland         | 6–1, 7–5               |
| 1990 | Betsy Nagelsen Gabriela Sabatini (2)               | Helen Kelesi Raffaella Reggi               | 3–6, 6–2, 6–2          |
| 1991 | Larisa Neiland Natalia Zvereva                     | Claudia Kohde-Kilsch Helena Suková         | 1–6, 7–5, 6–2          |
| 1992 | Lori McNeil (2) Rennae Stubbs                      | Gigi Fernández Natalia Zvereva             | 3–6, 7–5, 7–5          |
| 1993 | Larisa Neiland Jana Novotná (2)                    | Arantxa Sánchez Vicario Helena Suková      | 6–1, 6–2               |
| 1994 | Meredith McGrath Arantxa Sánchez Vicario           | Pam Shriver Elizabeth Sayers Smylie        | 2–6, 6–2, 6–4          |
| 1995 | Gabriela Sabatini (3) Brenda Schultz-McCarthy      | Martina Hingis Iva Majoli                  | 4–6, 6–0, 6–3          |
| 1996 | Arantxa Sánchez Vicario (2) Larisa Neiland (2)     | Mary Joe Fernández Helena Suková           | 7–6, 6–1               |
| 1997 | Yayuk Basuki Caroline Vis                          | Nicole Arendt Manon Bollegraf              | 3–6, 7–5, 6–4          |
| 1998 | Martina Hingis Jana Novotná (3)                    | Yayuk Basuki Caroline Vis                  | 6–3, 6–4               |
| 1999 | Jana Novotná (4) Mary Pierce                       | Larisa Neiland Arantxa Sánchez Vicario     | 6–3, 2–6, 6–3          |
| 2000 | Martina Hingis (2) Nathalie Tauziat                | Julie Halard-Decugis Ai Sugiyama           | 6–3, 3–6, 6–4          |
| 2001 | Kimberly Po-Messerli Nicole Pratt                  | Tina Križan Katarina Srebotnik             | 6–3, 6–1               |
| 2002 | Virginia Ruano Pascual Paola Suárez                | Rika Fujiwara Ai Sugiyama                  | 6–4, 7–6(7–4)          |
| 2003 | Svetlana Kuznetsova Martina Navratilova (4)        | María Vento-Kabchi Angelique Widjaja       | 3–6, 6–1, 6–1          |
| 2004 | Shinobu Asagoe Ai Sugiyama                         | Liezel Horn Huber Tamarine Tanasugarn      | 6–0, 6–3               |
| 2005 | Anna-Lena Grönefeld Martina Navratilova (5)        | Conchita Martínez Virginia Ruano Pascual   | 5–7, 6–3, 6–4          |
| 2006 | Martina Navratilova (6) Nadia Petrova              | Cara Black Anna-Lena Grönefeld             | 6–1, 6–2               |
| 2007 | Katarina Srebotnik Ai Sugiyama (2)                 | Cara Black Liezel Horn Huber               | 6–4, 2–6, [10–5]       |
| 2008 | Cara Black Liezel Horn Huber                       | Maria Kirilenko Flavia Pennetta            | 6–1, 6–1               |
| 2009 | Nuria Llagostera Vives María José Martínez Sánchez | Samantha Stosur Rennae Stubbs              | 2–6, 7–5, [11–9]       |
| 2010 | Gisela Dulko Flavia Pennetta                       | Květa Peschke Katarina Srebotnik           | 7–5, 3–6, [12–10]      |
| 2011 | Liezel Huber (2) Lisa Raymond                      | Victoria Azarenka Maria Kirilenko          | bỏ cuộc trước trận đấu |
| 2012 | Klaudia Jans-Ignacik Kristina Mladenovic           | Nadia Petrova Katarina Srebotnik           | 7–5, 2–6, [10–7]       |
| 2013 | Jelena Janković Katarina Srebotnik (2)             | Anna-Lena Grönefeld Květa Peschke          | 5–7, 6–1, [10–6]       |
| 2014 | Sara Errani Roberta Vinci                          | Cara Black Sania Mirza                     | 7–6(7–4), 6–3          |
| 2015 | Bethanie Mattek-Sands Lucie Šafářová               | Caroline Garcia Katarina Srebotnik         | 6–1, 6–2               |
| 2016 | Ekaterina Makarova Elena Vesnina                   | Simona Halep Monica Niculescu              | 6–3, 7–6(7–5)          |
| 2017 | Ekaterina Makarova (2) Elena Vesnina (2)           | Anna-Lena Grönefeld Květa Peschke          | 6–0, 6–4               |
| 2018 | Ashleigh Barty Demi Schuurs                        | Latisha Chan Ekaterina Makarova            | 4–6, 6–3, [10–8]       |

## Kỷ lục
Nguồn: The Tennis Base 

### Đơn nam
- Vô địch nhiều nhất:  Ivan Lendl (6)
- Chung kết nhiều nhất:  Ivan Lendl (9)
- Chuỗi vô địch dài nhất:  Charles Smith Hyman (4)
- Chuỗi á quân dài nhất:  Beals Wright (5)
- Số trận đấu đã chơi nhiều nhất:  Ivan Lendl (66)
- Số trận thắng nhiều nhất:  Ivan Lendl (57)
- Chuỗi trận thắng dài nhất:  Ivan Lendl (18)
- Tay vợt tham dự giải nhiều nhất:  Robert Bédard (17)
- % thắng nhiều nhất:  Frank Parker (100%)
- Trận đấu dài nhất:  Willard Crocker v  Scott Wallace, kết quả: 4–6 7–5 18–16 6–2 (64 games) (1925)
- Trận đấu ngắn nhất:  Jeff Borowiak v  Jaime Fillol, kết quả: 6–0 6–1 (13 games) (1977)
- Vô địch nhiều tuổi nhất:  James F. Foulkes, 38 tuổi, 3 tháng, 23 ngày (1910)
- Vô địch trẻ nhất:  Frank Parker, 16 tuổi, 5 tháng, 25 ngày (1932)